# Саліха-Султан
Фатма Саліха-Султан (осман. فاطمہ صالحہ سلطان ; тлумачиться як «сама» або «побожність»; 10 серпня 1862–1941) — османська принцеса, донька османського султана Абдул-Азіза та Дюррінев Кадин-ефенді.

## Раннє життя
Саліха Султан народилася 10 серпня 1862 року в палаці Долмабахче. Її батьком був султан Абдул-Азіз, син Махмуда II і Пертевніял-Султан, а її матір'ю була Дюррінев-Кадин, дочка принца Махмуда Джапш-Іпи та принцеси Халіме Чікотуа. Вона була старшою донькою свого батька і другою дитиною своєї матері. Вона була молодшою рідною сестрою наслідного принца Шехзаде Юсуфа Іззеддіна і старшою сестрою Шехзаде Мехмеда Селіма, що помер у віці одного року.
У 1869 році вона зустрілася з принцесою Вельзькою Олександрою Данською, коли остання відвідала Стамбул зі своїм чоловіком принцом Вельзьким Едуардом (майбутній Едуард VII).
Її батько, Абдул-Азіз, був скинутий своїми міністрами 30 травня 1876 року, султаном став його племінник Мурад V. Наступного дня його перевезли до палацу Феріє. Її мати та інші жінки з оточення Абдул-Азіза не хотіли залишати палац Долмабахче. Тож їх насильно відправили до палацу Феріє. При цьому їх обшукали з голови до ніг і відібрали все цінне. 4 червня 1876 року за загадкових обставин Абдул-Азіз помер.
Чотирнадцятирічна дівчина Саліха-Султан продовжувала жити в палаці Феріє з матір'ю та дев'ятнадцятирічним братом.

## Шлюб
У 1875 році Саліха-Султан була заручена з Ібрагімом Хільмі-пашою, сином хедіва Єгипту Ісмаїла-паші. Однак заручини були розірвані після звільнення її батька в 1876 році.
У 1889 році султан Абдул-Гамід II подарував їй вбрання та влаштуваводруження разом із двома її сестрами, принцесами Назіме-Султан та Есмою-Султан, а також своєю власною дочкою Зекіє-Султан. Вона вийшла заміж за Ахмеда Зюлькефіла-пашу, сина Курдзаде Ісмаїла Хаккі-паші 20 квітня 1889 року в палаці Їилдиз.
Подружжю було надано палац на набережній у Фіндіклі. Вони разом мали доньку на ім'я Каміле Ханім-Султан, яка народилася в 1890 році і померла в 1896 році у віці шести років.
Після відправлення імператорської родини у вигнання в 1924 році Саліха та її чоловік оселилися в м. Каїр, Єгипет, де вони жили в бідності.

## Смерть
Саліха Султан померла в 1941 році у віці близько сімдесяти дев'яти років у Каїрі, Єгипет, і була похована в мавзолеї Хедив Тевфік. Її чоловік помер того ж року.

## Нагороди
- Орден Дому Османа[18]
- Орден Меджіді, прикрашений коштовностями[18]
- Орден Благодійності 1-го ступеня[18]

## Нащадки
| Ім'я                | Народження      | Смерть          | Примітки                                                 |
| ------------------- | --------------- | --------------- | -------------------------------------------------------- |
| Каміле Ханим-Султан | прибл. 1890 рік | прибл. 1896 рік | Померла молодою і похована у гробниці султана Махмуда II |

## Родовід
|  |                          |  |  |  |  |  |  |  |  |  |  |  |  |  |  |  |
|  | 8. Абдул-Гамід I         |  |  |  |  |  |  |  |  |  |  |  |  |  |  |  |
|  |                          |  |  |  |  |  |  |  |  |  |  |  |  |  |  |  |
|  |                          |  |  |  |  |  |  |  |  |  |  |  |  |  |  |  |
|  | 4. Махмуд II             |  |  |  |  |  |  |  |  |  |  |  |  |  |  |  |
|  |                          |  |  |  |  |  |  |  |  |  |  |  |  |  |  |  |
|  |                          |  |  |  |  |  |  |  |  |  |  |  |  |  |  |  |
|  | 9. Накшиділ-Султан       |  |  |  |  |  |  |  |  |  |  |  |  |  |  |  |
|  |                          |  |  |  |  |  |  |  |  |  |  |  |  |  |  |  |
|  |                          |  |  |  |  |  |  |  |  |  |  |  |  |  |  |  |
|  | 2. Абдул-Азіз            |  |  |  |  |  |  |  |  |  |  |  |  |  |  |  |
|  |                          |  |  |  |  |  |  |  |  |  |  |  |  |  |  |  |
|  |                          |  |  |  |  |  |  |  |  |  |  |  |  |  |  |  |
|  | 5. Пертевніял-Султан     |  |  |  |  |  |  |  |  |  |  |  |  |  |  |  |
|  |                          |  |  |  |  |  |  |  |  |  |  |  |  |  |  |  |
|  |                          |  |  |  |  |  |  |  |  |  |  |  |  |  |  |  |
|  | 1. Саліха-Султан         |  |  |  |  |  |  |  |  |  |  |  |  |  |  |  |
|  |                          |  |  |  |  |  |  |  |  |  |  |  |  |  |  |  |
|  |                          |  |  |  |  |  |  |  |  |  |  |  |  |  |  |  |
|  | 6. Махмуд Джапш-Іпа      |  |  |  |  |  |  |  |  |  |  |  |  |  |  |  |
|  |                          |  |  |  |  |  |  |  |  |  |  |  |  |  |  |  |
|  |                          |  |  |  |  |  |  |  |  |  |  |  |  |  |  |  |
|  | 3. Дюррінев Кадин-ефенді |  |  |  |  |  |  |  |  |  |  |  |  |  |  |  |
|  |                          |  |  |  |  |  |  |  |  |  |  |  |  |  |  |  |
|  |                          |  |  |  |  |  |  |  |  |  |  |  |  |  |  |  |
|  | 7. Халіме Чікатуа        |  |  |  |  |  |  |  |  |  |  |  |  |  |  |  |
|  |                          |  |  |  |  |  |  |  |  |  |  |  |  |  |  |  |
|  |                          |  |  |  |  |  |  |  |  |  |  |  |  |  |  |  |